# Хитцы (Гадячский район)
Хитцы (укр. Хитці) — село,
Краснолукский сельский совет,
Гадячский район,
Полтавская область,
Украина.
Код КОАТУУ — 5320483603. Население по переписи 2001 года составляло 716 человек.

## Географическое положение
Село Хитцы находится на правом берегу реки Грунь, которая через 2 км впадает в реку Псёл,
выше по течению на расстоянии в 1 км расположено село Красная Лука,
ниже по течению на расстоянии в 1 км расположен город Гадяч.
Река в этом месте извилистая, образует лиманы, старицы и заболоченные озёра.
Рядом проходит автомобильная дорога Т-1904.

## История
- 1632 — дата основания.

## Экономика
- Птице-товарная ферма.

## Объекты социальной сферы
- Детский сад.
- Школа І—ІІ ст.
- Этнографический музей.

## Известные жители и уроженцы
- Троценко Анатолий Александрович (1940—2013 годы) — советский и российский учёный-энергетик.
- Шиш, Анна Ивановна (1926—2010) — Герой Социалистического Труда.